# Константинеску, Мирон
Мирон Константинеску (рум. Miron Constantinescu; 13 декабря 1917, Кишинёв, Молдавская демократическая республика — 18 июля 1974, Бухарест, Социалистическая Республика Румыния) — румынский политический и государственный деятель, Председатель Великого национального собрания (1974), социолог-марксист, историк, журналист, педагог, академик, доктор социальных наук, действительный член Румынской академии.
Один из видных членом Румынской коммунистической партии. С августа 1944 года – главный редактор газеты «Искра.
С 1945 по 1957 год — член Политбюро ЦК Румынской коммунистической партии, с 1952 по 1954 год и с 1972 по 1974 год — секретарь ЦК РКП. Председатель Госплана (1949—1955 и 1974). 
Первоначально близкий к лидеру коммунистической Румынии Георге Георгиу-Деж, со временем стал всё более критически относиться к сталинской политике последнего с середины 1950-х годах, критиковал первого секретаря ПКР Георге Георгиу-Дежа и был отстранен от занимаемых должностей.
При Николае Чаушеску в конце 1960-х годов был восстановлен на высших политических постах. С марта 1974 года до своей смерти в июле того же года занимал пост председателя Великого национального собрания. 
Работал также на нескольких ответственных должностях: министром образования (1969–1970), заместителем председателя Государственного совета (1972–1974), был первым вице-премьер-министром. В 1970–1972 году – ректор Академии политических наук Штефана Георгиу.